# Уметност Западне Африке
Најрепрезентативнија дела традиционалне афричке уметности настала су у области Западне Африке. У државе западне Африке спадају Гамбија, Гвинеја Бисао, Гвинеја, Сијера Леоне, Либерија, Обала Слоноваче, Гана, Того, Бенин, Нигерија и Камерун. Ова уметност је ликовни израз религијских и култних потреба и у свом основу је сакралног карактера. Религија и митологија уткане су у племенски живот заједнице која у свом опстанку зависи од природе и природних сила. Друштвена организација афричких народа заснивала се на породици окупљеној у заједничко домаћинство. Друштво је било издељено на класе, док су се посебна тајна друштва (мушка и женска) бринула о важним питањима живота. Економска зависност од природе и њима непознатих сила одредила је живот афричких људи, те је циклус рођење-живот-смрт тесно повезан са циклусом природних годишњих промена. У тој вечној каузалности човек је изградио религијски систем божанстава, преко којег су покушали да дејствују за бољи живот. Поред божанстава, поштован је и култ предака који свом потомству треба да удахну виталну снагу и обезбеде плодност.

## Фигуре предака
Вековна израда фигура и маски посвећених култу предака и погребним церемонијама последица су веровања у духове и духовне силе које неспутане лутају након смрти и којима је потребно уточиште до преласка на онај, други свет. Витална снага предака, њихова мудрост и знање стечено у видљивом свету људи, а потом у невидљивом свету богова, позитивно и делотворно утиче на свакодневни живот потомака, доносећи им плодност, срећу и благостање. Континуитет заједништва живих и мртвих одвија се од тренутка смрти, преко погребних церемонија до посебних култова. Универзални елементи који се задржавају у свим регионима су одвајање покојника од живота, означавање периода транзиције физичког живота у духовни и уграђивање преминулог у нови свет предака. Скулптура претка, отуда, има задатак да прихвати душу преминулог која ће у њој боравити све до преласка у виши стадијум у коме ће наћи своје смирење. Мада, постоји уверење да један део душе само напушта живе, док се други део задржава у статуи како би увек био уз своје потомство. Појединачни култови се превасходно односе на породично-клановске претке чији се ликови чувају на породичним олтарима.
У ликовном погледу не постоји већа дистинкција између фигура намењеним општим или појединачним култовима. И једне и друге, у највећем броју, представљају идеализоване а не реалне портрете покојника. Поред тога, сам материјал од кога су израђене фигуре донекле сугерише о каквим се статуама ради. Фигуре предака су првенствено рађене од дрвета, али због климе у Африци, тај материјал је врло склон пропадању. Међутим, комеморативнр представе изведене у трајним материјалима- бронзи, теракоти и камену драгоцено су сведочанство у сагледавању старости ових култова, сличности и разлика унутар њих као и промена стилских рукописа од најстаријих времена па до данас.

## Керамика
Керамика је дословно свеприсутна у Западној Африци, сем код номадског народа Фулани, који су заменили своје традиционалне изрезбарене калабаше са увезено емајлирано посуђе. Од посуда за свакодневну употребу у домаћинству до богато украшених, ручно рађених, церемонијалних посуда. У западноафричкој керамици, комплетна утилитарност и формална лепота иду заједно. Такође, она је потпуно свестрана и нуди ковчеге, тегове, архитектонске елементе, намештај, лампе, играчке и предмете за лично украшавање. Стилски гледано, керамика западноафричких народа има спектар од основног моделовања до екстремног натурализма и елегантне стилизованости. Доста глинених скулптура се јавља у погребном контексту. Често се сусреће шаблон да је вајар жена или ћерка ковача, да припада одређеној „нечистој” и одвојеној друштвеној групи. Међутим, у вези са фунерарним фигуринама, не зна се тачно ко их прави. Плодним женама није дозвољено да праве људске и животињске ликове, док је женама које више не могу да рађају то већином дозвољено. Врло је могуће да су „мушкарци” који су израђивали ове феноменалне фигурине, у ствари старије жене.

### Симбол женске плодности у пластици
Склоност традиционалних афричких уметника ка пластичној форми условила је и велику продукцију антропоморфних фигура, прожетих симболиком и зачењима, читљивим и препознатљивим сваком члану заједнице. За земљораднике Африке, плодност земље и плодност жене представљају промордијални аспект а њихова повезаност обезбеђује континуитет живота. Да би ове плодоносне снаге учинио делотворним, афрички човек у свом пантеистичком и анимистичком веровању израђује фигуре помоћу којих покушава да призове и осигура њихово присуство у свом животу. Отуда и толики број женских скулптура са симболима плодности прожетих идејом о непролазности људског живота. 
Прве очуване антропоморфне фигуре у теракоти, нађене су на налазиштима Ђене и Мопти у Малију. Једна од фигура предтсавља мајку са дететом у наручју. Лик жене је изразито натуралистички, тело крупно и грубо урађено, а око фигуре мајке, као и око детета обавијена је змија, која је такође симбол плодности и обнове живота. Стилске компарације пронађених фигура са онима које потичу из каснијег периода наводе на закључак да је у питању врло стар култ плодности, чему у прилог сведочи и непрекинут континуитет ове ликовне представе.
Скулптура жене и материнства у животу афричких заједница биле су вишезначне. Међутим, примарна функција ових симболичних представа везана је за плодност земље, а фигуре су ношене у церемонијама посвећеним природним генеративним менама које доносе нов живот свему постојећем на земљи. Представе Прамајке налазимо код већине афричких народа. Код Јоруба је рађена у скулптуралној форми али и на рељефима (стубови, варта, довратници) светилишта. Она је овде Мајка-земља из које све потиче и у коју се све враћа. И у другим афричким заједницама срећемо симболику плодности изражену представама Мајке створитељице, али свуда је заједничка карактеристика континуитет живота. А да би се живот наставио и репродуковао подједнако је важна и плодност заједнице, пре свега жене у њој. Отуда у афричкој традиционалној уметности безброј женских фигура чија је сврха то да се призове и заштити плодност, чиме се обезбеђује континуитет породичне лозе и живота уопште.

## Тканине
За разумевање значаја и важности текстила у афричким културама неопходно је познавање разноликих и честих симбола на њему, исказаних ликовним средствима, а који су скоро увек у тесној вези са предањем и усменом традицијом. Оно што је за афричку уметност општа карактеристика- веза између вербалне и ликовне уметности- посебно је значајно за уметност на тканинама, јер оне често замењују писану реч, односно преносе поруку значајну за појединца, породицу или ширу друштвену заједницу.
Од материјала који се у западној Африци користи за изаду тканина најзначајнији је памук, а затим и остали материјали животињског и биљног порекла, као што су рафија, лика, вуна и свила. Сличну функцију, као текстил, имали су и предмети од животињске коже и крзна и материјал од дрвене коре, познат под називом тапа.
Сва истраживања афричког текстила, без обзира да ли се ради о ручно тканим или индустријским тканинама, било да су разни апстрактни и фигуративни мотиви на њима рађени уткивањем разнобојних нити, или су сликани, штампани или изведени нашивањем разнобојних тканина, упућују на то да значење симбола које ту налазимо показују изузетну отвореност и заинтересованост афричких средина за општечовечанске вредности, и то од питања порекла света и живота па до економских, културних и политичких значајности.